# Rio Secchia
O Secchia (chamado por Plínio, o Velho, de Gabelo; em latim: Gabellus) é um rio italiano. Ele corta a Emília-Romanha, e é um dos principais afluentes da margem direita do Pó. Possui 172 km de comprimento e tem uma bacia hidrográfica com uma superfície de 2.292 km², alternando entre secas no verão e cheias na primavera e no outono. O rio nasce em Alpe di Succiso, a 2.017 m de altitude, próximo ao desfiladeiro de Cerreto, nos Apeninos tosco-emilianos, e depois segue rumo ao norte, passando pelo território de Frigano, pelo território da comuna de Pavulo nel Frigano e atingindo o vale do Pó próximo a Sassuolo (na província de Módena). Aqui ele passa pela cidade de Módena e, com suas margens protegidas por aterros, deságua no Pó ao sul de Mântua, próximo à foz do Mincio.

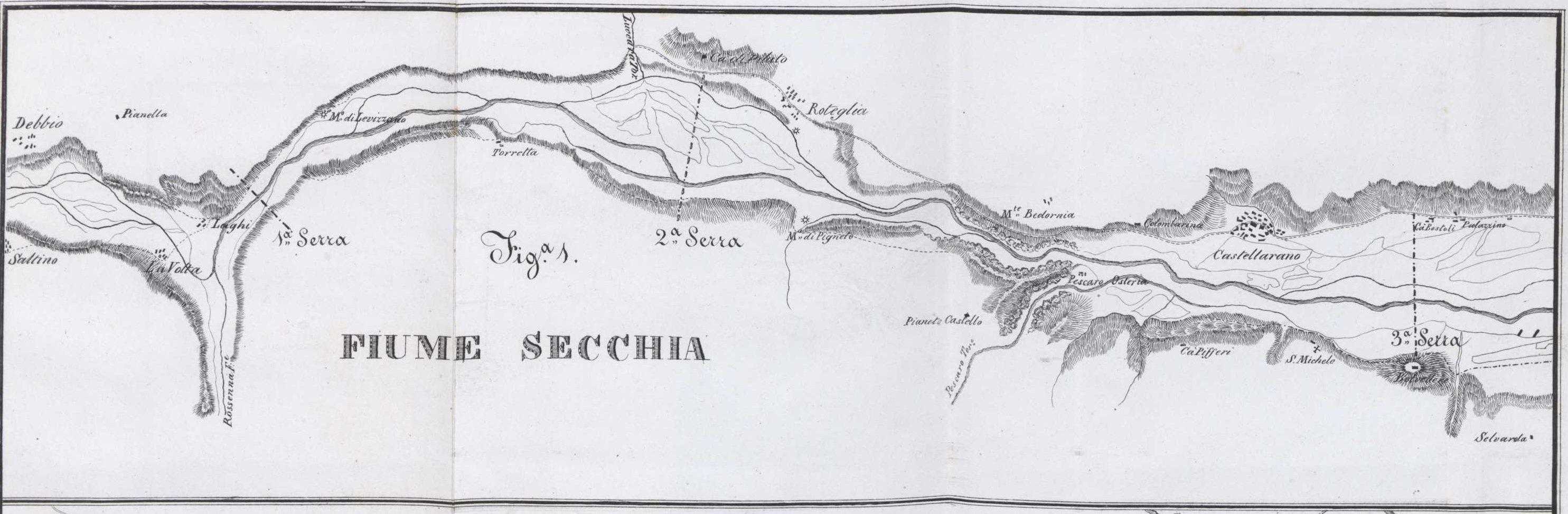
Secchia, 1847

O curso do rio a norte da Via Emília sofreu muitas variações; se acredita que na época romana corresse mais a oeste do que hoje, na direção de Cavezzo, e depois desviava bruscamente para leste, entrando no Pó em Bondeno. Com as obras realizadas do ano de 1288 a 1360 foi direcionado para o traçado atual, através de um acordo entre as cidades de Parma, Reggio Emilia, Módena, Mântua e Ferrara que deram, em virtude desta aliança, o nome de Concordia sulla Secchia à cidade situada exatamente às margens do Secchia.
Seu nome em latim era Sicla, e é curioso notar que o rio é masculino para os nativos de Reggio Emilia (il Secchia) e feminino para os nativos de Módena (la Secchia).